# Gran Premi del Japó del 2002
Resultats del Gran Premi del Japó de Fórmula 1 de la temporada 2002 disputat al circuit de Suzuka el 13 d'octubre del 2002.

## Resultats
| Pos | No | Pilot                | Equip              | Voltes | Temps/ Retirada  | Pos. de sortida | Punts |
| --- | -- | -------------------- | ------------------ | ------ | ---------------- | --------------- | ----- |
| 1   | 1  | Michael Schumacher   | Ferrari            | 53     | 1h 26' 59. 698   | 1               | 10    |
| 2   | 2  | Rubens Barrichello   | Ferrari            | 53     | + 0.506 s        | 2               | 6     |
| 3   | 4  | Kimi Räikkönen       | McLaren - Mercedes | 53     | + 23.292 s       | 4               | 4     |
| 4   | 6  | Juan Pablo Montoya   | Williams - BMW     | 53     | + 36.275 s       | 6               | 3     |
| 5   | 10 | Takuma Sato          | Jordan - Honda     | 53     | + 1' 22.694 min. | 7               | 2     |
| 6   | 15 | Jenson Button        | Renault            | 52     | + 1 Volta        | 10              | 1     |
| 7   | 7  | Nick Heidfeld        | Sauber - Petronas  | 52     | + 1 Volta        | 12              |       |
| 8   | 24 | Mika Salo            | Toyota             | 52     | + 1 Volta        | 13              |       |
| 9   | 16 | Eddie Irvine         | Jaguar - Cosworth  | 52     | + 1 Volta        | 14              |       |
| 10  | 23 | Mark Webber          | Minardi - Asiatech | 51     | + 2 Voltes       | 19              |       |
| 11  | 5  | Ralf Schumacher      | Williams - BMW     | 48     | Motor            | 5               |       |
| Ret | 17 | Pedro de la Rosa     | Jaguar - Cosworth  | 39     | Transmissió      | 17              |       |
| Ret | 9  | Giancarlo Fisichella | Jordan - Honda     | 37     | Motor            | 8               |       |
| Ret | 14 | Jarno Trulli         | Renault            | 32     | P. Mecànica      | 11              |       |
| Ret | 11 | Jacques Villeneuve   | BAR - Honda        | 27     | Motor            | 9               |       |
| Ret | 22 | Alex Yoong           | Minardi - Asiatech | 14     | Virolla          | 20              |       |
| Ret | 12 | Olivier Panis        | BAR - Honda        | 8      | P. Mecànica      | 16              |       |
| Ret | 3  | David Coulthard      | McLaren - Mercedes | 7      | Accelerador      | 3               |       |
| Ret | 8  | Felipe Massa         | Sauber - Petronas  | 3      | Accident         | 15              |       |
| NVS | 25 | Allan McNish         | Toyota             | -      | Ferides          | 18              |       |

## Altres
- Pole: Michael Schumacher 1' 31. 317

- Volta ràpida: Michael Schumacher 1' 36. 125 (a la volta 15)